# Raoul Heide
Raoul Heide (* 13. Oktober 1888 in Paris, Frankreich; † 21. Februar 1978 in Sartrouville, Frankreich) war ein norwegischer Degenfechter.

## Erfolge
Raoul Heide wurde 1922 in Paris in der Einzelkonkurrenz vor Robert Liottel Weltmeister. Zweimal nahm er an Olympischen Spielen teil. Sowohl 1924 in Paris als auch 1928 in Amsterdam kam er dabei weder im Einzel- noch im Mannschaftswettbewerb über die Vorrunden hinaus. Heide focht für den Oslo Fekteklub.